# Dorcadion lineatocolle
Dorcadion lineatocolle es una especie de escarabajo longicornio de la subfamilia Lamiinae. Fue descrita científicamente por Kraatz en 1873.
Se distribuye por Albania, Bulgaria, Grecia, Macedonia, Serbia, Turquía y Yugoslavia. Mide 9,8-18 milímetros de longitud. El período de vuelo ocurre en los meses de marzo, abril, mayo, junio y julio.